# Bingo Love
Bingo Love — комикс, вышедший 14 февраля 2018 года.

## Синопсис
Хейзел Джонсон и Мари Маккрей влюбились друг в друга в 1963 году, но из-за устоев общества не могли быть вместе. Тогда они вышли замуж и завели семьи, но спустя много лет, когда уже стали старыми, воссоединились и поняли, что всё ещё любят друг друга.

## Реакция

### Отзывы
На сайте Comic Book Roundup комикс имеет оценку 8,6 из 10 на основе 18 рецензий. Джо Гласс из Bleeding Cool отмечал, что главные герои «хорошо развиты». Пирс Лидон из Newsarama дал комиксу 8 баллов из 10 и похвалил художницу Сент-Онж. В рецензии на School Library Journal было написано, что это «нежная, красиво оформленная история о каминг-ауте».

### Продажи
За первый месяц было продано около 1 668 копий произведения, что ставит комикс на 22 позицию по продажам в Северной Америке. Ко второму месяцу продажи упали приблизительно в 10 раз, и комикс занял 102 место в СА.

### Награды
| Год  | Награда            | Категория              | Результат | Прим.                     |
| ---- | ------------------ | ---------------------- | --------- | ------------------------- |
| 2019 | GLAAD Media Awards | Outstanding Comic Book | Номинация | [ 8 ] [ 9 ] [ 10 ] [ 11 ] |